# 加藤悠
加藤 悠（かとう はるか、1989年2月5日 - ）は、日本のタレント、プロレスラー。本名同じ。神奈川県横浜市出身。別名義はHARUKAZE（はるかぜ）。覆面女子レスラー「HARUKAZE」は加藤の「生き別れた妹で双子」という設定。母は歌手の清水節子。
プロレスラーとして、デビュー時ははるか 悠梨（はるか ゆうり）のリングネームでスターダムに所属していたが、現在はガンバレ☆プロレスに所属している。
タレントとしてはピー・ビー・ビーに所属していた。

## 経歴
横浜英和女学院高等学校卒業後、スカウトされマネージャー業に興味があったため芸能事務所のマネージャーのアルバイトになる。事務所の社長の勧めでオーディションを受け、2008年にグラビアアイドルとして芸能界デビュー、グラビアやテレビに出演し始める。高校卒業後、駒澤大学経営学部経営学科に進学している。
プロレス格闘技サイト『バトル・ニュース』でコラムを執筆、そのコラムを読んだスターダムGM風香にスカウトされる。一度断ろうとするも風香とロッシー小川社長の熱烈なラブコールにより、2011年にスターダムの練習生となる。
2011年11月14日、他の3期生とともにプロテスト合格。
2011年12月25日、3期生の先陣を切って夏樹☆たいよう戦でデビュー。当時のリングネームははるか悠梨。
2012年2月5日、新木場1stRINGにて行われた安川惡斗デビュー戦終了後にインタビュー取材を受ける。
2012年9月、キックボクシングの練習中に眼下底骨折。9月30日新木場大会以降を長期欠場、12月31日付でプロレスを廃業。以降、一時期一般事務職に就く。
2013年8月14日、加藤 悠として信州ビアガーデンプロレスで信州ガールズプロレスリング入団査定試合と称したグレート☆無茶戦（エキシビジョン）を行った。コスチュームはスターダム時代のものを使用。
2013年10月1日、WNCの真琴が中心となって活動する「私立・プロレス学園」に広報として加入。
2013年10月8日、信州ガールズ定期戦第1弾のリングアナウンサーを務める。
2013年10月31日、WNC後楽園大会で私立・プロレス学園の一員として1年ぶりとなる本格的な試合を行った。
2013年12月1日、頑固プロレス初参戦。真琴と組み、ヤマダマンぽん子&バンビと対戦し、頑射をぽん子に命中させ誤爆を誘うが、場外乱闘になだれ込み両軍リングアウトとなった。
2014年1月26日、WNCレッスル武闘館大会より選手として本格復帰。小林香萌と組み、真琴&松本都組と対戦するが、真琴のスピアーに屈する。リングネームは本名を使用し、コスチュームも一新。
2014年3月30日、信州ガールズ定期戦第6弾で林小雪とシングルを行う。
2014年4月13日、レイナ・コーポレーションが手掛けた舞台「フィリピン人の父に投げっぱなしジャーマン」千秋楽のプロレスシーンに出演。昼は勝愛実、夜は真琴とそれぞれ対戦。この舞台にはスターダム時代の同期である床田菜摘（所属当時は翔月なつみ）も出演しており、カーテンコールで揃い踏みを果たした。
2014年8月10日、REINA新宿FACE大会で亜利弥’とシングルで対戦するが、腕ひしぎ逆十字固めでギブアップ負け。勝ちに見放された姿に業を煮やしたソフト今井レフェリーから「今度査定マッチ組むから、もし負けたらREINA追放だからな」と通告される。
2014年8月30日、REINA後楽園大会で査定試合としてアレックス・リーと対戦。スターダム時代に奈苗軍団で共闘した須佐えりがセコンドに付くも、ソフト今井の悪徳レフェリングに苦しめられる。その後、我慢の限界になった須佐が試合に介入。ソフト今井にスクールボーイを決めてダウンさせ、代わって入った玉川勝巳レフェリーのカウントで勝利、REINA残留を辛くも決めた。
2015年、JWP入団で須佐えりから改名した瑛凛と組み、「JWPタッグリーグ・ザ・ベスト」参戦。
2015年3月8日、スターダムの新木場大会に来場し、古巣マット参戦が発表される
2016年5月29日のスターダムの新木場大会を最後に、喘息の悪化により当面の間プロレスを休業。
2017年現役復帰。また、5月31日にDDTプロレスリング傘下のガンバレ☆プロレスの女子部門であるガンバレ☆女子プロレスにおいて、生え抜き女子プロレスラー第1号としてHARUKAZEというリングネームのマスクウーマンがデビュー。春一番の技名で使用するスタンド式腕固めやグラウンド状態で繰り出す腕ひしぎ十字固め、スピアー等の技を得意技とし、試合後には代表である大家健からしばしば気迫のエールを送られる。HARUKAZEは“実は加藤とは双子であり、生き別れた妹”とされているが、これに対し「正体は加藤悠ではないか？」との噂が一部のファンやプロレス関係者の間で広まった。
当人は「プロレスラーとして主張するタイプではなく、キャラが薄いので、そこを変えたかった」として、芸人は前に前に出るのでそこに憧れたということで、ワタナベコメディスクールに28期生として入学。養成所時代はバラエティタレントコースでピンネタをやっていたが、かねてからコンビ志望であり、その時にHENHEN事変を解散したばかりのおおのまりあのTwitterで相方募集の旨のツイートを見かけ、これに応募。当人の真剣さにおおのが応える形で、2019年6月1日にお笑いコンビ「ネバーギブアップ」を結成、ここでも別名義・HARUKAZEで活動している（ネバーギブアップとしてのライブ初出演は、2019年5月31日の『勝手に漫才GP』）。2020年よりライジング・アップ2nd Team所属。
なお当人は芸人になってから、プロレスラーとしてそれまでしたことが無かったマイクパフォーマンスをするようになったことなど、変化があったという。
2021年3月3日に行われた「スターダム10周年記念～ALLSTAR DREAM CINDERELLA～」日本武道館大会ではオールスター・ランブルに出場。約8年ぶりに「はるか悠梨」としてリングに上がった。
2023年12月30日にお笑いコンビ「ネバーギブアップ」の解散を発表。当人は芸人としての活動は続ける意向である。
2024年4月から、もう一度お笑いの勉強をするためとしてNSC（吉本総合芸能学院）へ入学することを発表した。
2025年3月16日、同年5月5日開催の横浜ラジアントホール大会をもってプロレスラーとしての活動を一時休業する予定。父親の経営する会社に勤務する事になったため、プロレス活動との両立が困難と判断したことによる。ガンバレ☆プロレスについても、日程の都合がつく限りスタッフとして参加する方向。一方芸人としては、同年4月1日より吉本興業所属となったことを発表。

## 得意技
飛びつき腕十字固め
風香直伝。
マック
変形飛び付き式エビ固め。

## 入場曲
- 少女A
- READY!!

## タイトル歴
- GWC認定6人タッグ王座

## 人物
- 母は元タレントで歌手の清水節子[28][29]。父は貸しビル業を営んでおり、裕福な家庭環境で育ち[30]、また父から高額の生前贈与を受けている[29]。
- J-NETWORKで喜入衆の指導を受け練習を積み、総合格闘技の試合にも出場経験がある[31]。
- ラウンドガールや長島☆自演乙☆雄一郎のバックダンサーとしても活動している[31]。
- プロレスに対しても観戦を通じて興味を持つようになった。好きな団体は格闘探偵団バトラーツ、ZERO1[31][32]。
- 好きな選手は澤宗紀。
- 一人っ子。利き手は左[33]。
- 学生時代の部活は理科クラブ。元々プロレスだけでなく、運動全般が苦手だった[34]。
- スターダム時代から自宅はかなりのゴミ屋敷として知られており[35]、『あのニュースで得する人損する人』（日本テレビ、2014年12月18日放送分）でも紹介された[36]。その後この自宅からは転居している[29]。

## メディア出演

### テレビ
- 『ぷっ』すま（テレビ朝日）
- アリケン（テレビ東京）
- 志村屋です。（フジテレビ）
- ランク王国（TBS）
- お願い!ランキング（テレビ朝日）
- マルさまぁ〜ず（TBS）
- あのニュースで得する人損する人（日本テレビ）
- ノブナカなんなん？大クセ女　初回SP（テレビ朝日）
- アウト×デラックス（2020年11月5日他、フジテレビ）[30]
- じっくり聞いタロウ〜スター近況（秘）報告〜（2021年2月5日、テレビ東京）[29]
- 踊る!さんま御殿!!（2022年1月11日 日本テレビ）

### ラジオ
- 清水節子のムーンナイトトーク （ラジオ日本 毎週水曜日 22時15分 〜 22時30分）- ゲストとして不定期に出演。

### ラウンドガール
- JEWELS

### 雑誌
- 週刊プレイボーイ（集英社）
- 週刊ヤングジャンプ（集英社）
- 週刊プロレス（ベースボール・マガジン社）
- プロレスラー選手名鑑（ベースボール・マガジン社）

## DVD
- 加藤悠 ハルカワ!（2013年8月30日、グラッソ）
- 悠なる挑戦！あなたのハートに腕十字 ハルカワリターンズ 悠やります!!（2014年3月28日、グラッソ）